# Jan Richter (lední hokejista)
Jan Richter (29. března 1923 Tišnov – 25. července 1999 Brno) byl československý hokejový brankář.

## Hráčská kariéra
S ledním hokejem začínal v rodném Tišnově, kde působil mezi lety 1940 a 1945. V letech 1945–1957 chytal za Spartak Královo Pole, kde se vypracoval na československou brankářskou jedničku a stal se prvním mimopražským brankářem v československé reprezentaci.
Jako reprezentant se zúčastnil olympiády v roce 1952. Na mistrovských šampionátech hrál dvakrát, a to na MS 1953 ve švýcarských městech Curych a Basilej a na MS 1954 ve švédském Stockholmu. Ani na jedné z uvedených akcích tým Československa nedosáhl na medailové umístění. V reprezentačním dresu odchytal celkem 37 zápasů.